# Tonanitla
Tonanitla (mot d'origine nahuatl) est l'une de 125 municipalités de l'État de Mexico au Mexique.
Tonanitla confine au nord et à l'ouest à l'État de Nextlalpan (municipalité), au sud à Tecamac, au sud-ouest à Ecatepec de Morelos, au c'à la ville et à l'ouest à la municipalité de Tultepec.
Son chef-lieu est la Ville de Santa María Tonanitla qui compte 11 000 habitants.